# الزاهرة (منبج)
الزاهرة بلدة سوريّة تتبع إداريّاً لمحافظة حلب منطقة منبج ناحية مسكنة، بلغ تعداد سكانها 4,228 نسمة حسب التعداد السكاني لعام 2004.